# Pygophora nitidiventris
Pygophora nitidiventris är en tvåvingeart som beskrevs av Malloch 1929. Pygophora nitidiventris ingår i släktet Pygophora och familjen husflugor. Inga underarter finns listade i Catalogue of Life.